# Résistance de Hadjin
Campagne de Cilicie / Guerre d'indépendance turque
La résistance de Hadjin est un mouvement d'autodéfense des Arméniens de la ville de Hadjin face aux forces turques kémalistes en 1920.